# Татеїсі Кадзума

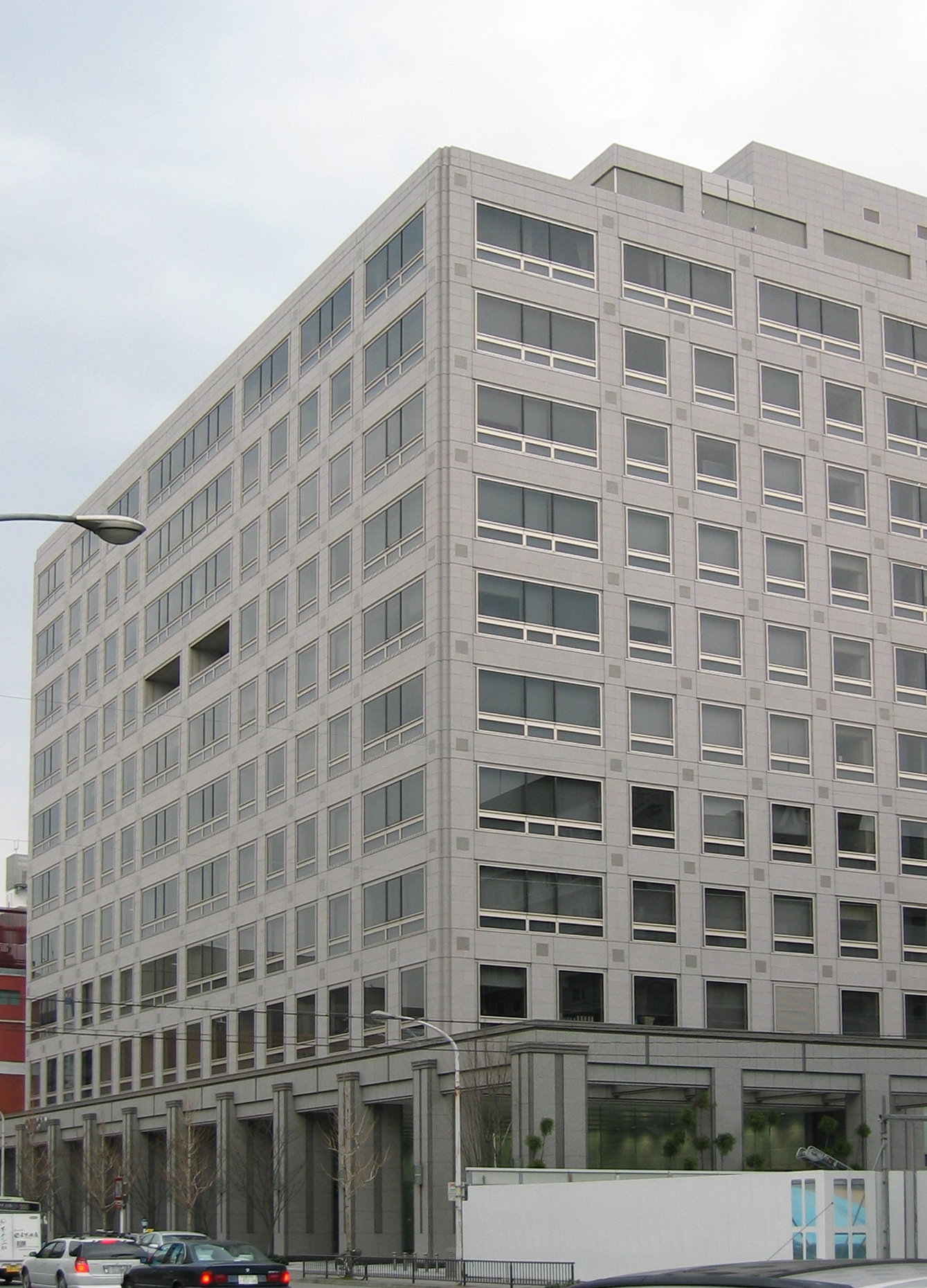
Штаб-квартира OMRON в Кіото

Татеїсі Кадзума (яп. 立石 一真, 20 вересня 1900 — 12 січня 1991) — японський підприємець, теоретик і філософ сучасного менеджменту. Засновник компанії Omron Corporation (1933), яка раніше мала назви: Tateisi Electric Manufacturing (до 1948 року) і Omron Tateisi Electronics Co.(до 1988); до 1988 — голова, а з 1988 — виконавчий радник цієї компанії; в 1990 році заснував фонд науки і технологій (Tateisi Science and Technology Foundation). В 1970 році запровадив у науковий лексикон термін психонетика. Всесвітнє визнання Кадзума Татеїсі принесла монографія, що стала книгою-бестселером «Вічний дух підприємництва» (1985). Книга перекладена великими накладами на кілька мов, в тому числі на китайську (1989) і російську (1990). В Україні книга побачила світ у 1992 році російською мовою.

## Життєпис
Народився Кадзума Татеїсі в Кумамото (Японія). В 1921 році закінчив вищу технічну школу (Кумамото, Японія). Пізніше отримав почесний докторський ступінь у медичному університеті міста Токушіма (Японія).

## Концепція менеджменту Кадзума Татеїсі
Благополуччя компанії, як і здоров'я людини, залежить від своєчасної діагностики недуги що наближається. Книга «Вічний дух підприємництва» аналізує симптоми синдрому великого бізнесу, і пропонує шляхи, за допомогою яких можна у процесі зростання і трансформації компанії, вдихнути в неї підприємницький дух і досягти технологічних інновацій.

### Фактори успіху компанії
- чітке формулювання кредо компанії;
- узгодження цілей компанії з поведінкою її співробітників (людський фактор);
- розподіл доходів;
- корпоративний дух і спільна діяльність;
- політика загальної зацікавленості;
- перспективний ринок збуту;
- оригінальні технології;
- ефективне керівництво.

### Філософія менеджменту: складові

#### Чотири риси ідеального місця роботи
1. привабливість;
2. талановиті колеги;
3. задоволення смаків покупця;
4. винагороду за працю і старанність.

#### Три лінії менеджменту
1. вивчення запитів покупця;
2. оцінка достоїнств кожного працівника;
3. заохочення духу змагання.

#### Три короткострокові цілі
1. контроль структури прибутку;
2. створення інфраструктури, яка відповідає вимогам часу;
3. пожвавлення корпоративності організації.

#### П'ять оперативних принципів управління
1. узгодження всіх дій із середньостроковими і довгостроковими планами;
2. орієнтація на пріоритети;
3. реальні терміни виконання;
4. відносини на принципах чесності і скромності.

#### Технологія «трьох К»
- комп'ютери;
- комунікації;
- контроль.